# Mupfure
Der Mupfure (auch Umfuli) ist ein rechter Nebenfluss des Sanyati im Sambesi Einzugsgebiet in Simbabwe.

## Verlauf
Der 224 km lange Fluss entspringt im südlich der Hauptstadt Harare, im Westen der Provinz Mashonaland East. Er hat ein Einzugsgebiet von knapp 12.000 km². Der Fluss verläuft relativ geradlinig in nordwestlicher Richtung durch die Provinz Mashonaland West. Vorbei an den Städten Beatrice und Chegutu durchfließt er den Distrikt Chegutu. Anschließend bildet er die Grenze zwischen den beiden Distrikten Zvimba und Kadoma. Der Mupfure mündet auf der Grenze zur Provinz Midlands in den Sanyati.